# Comuna Clarão
A "Comuna Clarão" foi a segunda comunidade anarquista dirigida por António Gonçalves Correia e Jorge Alves Campelo, logo depois das suas saídas da prisão em 1926. Ficava localizada em Albarraque, e tinha como objectivo declarado pôr em prática um ideal de vida alternativo. 
Tal como a primeira comuna criada por António Gonçalves Correia, esta Comuna extingue-se, por razões manifestamente distintas.